# Гундогдыев, Язгельды Потаевич
Язгельды Потаевич Гундогдыев — советский хозяйственный, государственный и политический деятель.

## Биография
Родился в 1956 году в Ташаузской области. Член КПСС.
С 1973 года — на хозяйственной, общественной и политической работе. В 1973—2002 гг. — комсомольский работник в Туркменской ССР, 1-й секретарь ЦК ЛКСМ Туркмении, председатель Туркменского республиканского совета профсоюзов, заведующий отделом международных отношений и государственного протокола аппарата президента Туркменистана, хоким Дашогузской области.
Избирался депутатом Верховного Совета Туркменской ССР 11-го созыва, народным депутатом СССР. Делегат XXVII и XXVIII съездов КПСС.
В январе 2003 года осужден за причастность к покушению на С. Ниязова к 25 годам лишения свободы.
Умер в колонии строгого режима AH-K/6 в городе Теджен Ахалского велаята в 2020 году.